# Strukturirano programiranje
Strukturirano programiranje je podskup ili poddisciplina proceduralnog programiranja i jedna od glavnih paradigmi programiranja koja je nastala u 60-tim godinama 20. stoljeća. Cilj strukturiranog programiranja jest oslobađanje programera od GOTO naredbi (naredbe za preskakivanje određenih dijelova unutar programa) korištenjem struktura kao: rutine (procedure i funkcije), petlje (FOR, WHILE, REPEAT - UNTIL), IF-THEN-ELSE konstrukcije. Strukturalno programiranje sa svojim konstrukcijama omogućava da programer uvede i određeni red (hijerarhiju) unutar programa, i tako omogućava lakše održavanje i pisanje.

## Strukturirani programski jezici
- C
- Pascal
- Ada
- BASIC (QuickBASIC, Visual Basic, IBasic)